# Włókna kojarzeniowe

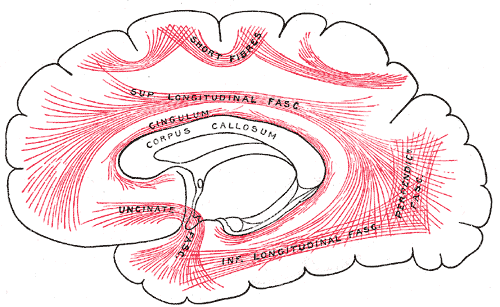
Grafika pokazująca przebieg niektórych włókien kojarzeniowych długich, rzutowany na powierzchnię mózgowia (według Graya)

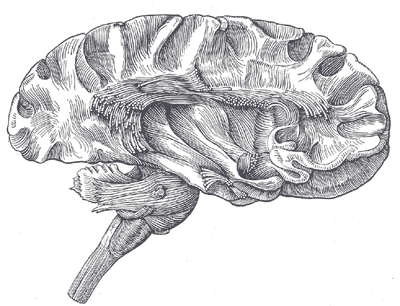
Rycina przedstawiająca mózgowie po usunięciu istoty szarej: uwidoczniona wyspa i włókna kojarzeniowe (według Graya)

Włókna kojarzeniowe (włókna asocjacyjne) – włókna nerwowe łączące różne pola mózgu w obrębie jednej półkuli. Dzielą się na krótkie (łączące pola sąsiadujących zakrętów) i długie (pomiędzy bardziej oddalonymi polami mózgu).
Długie włókna kojarzeniowe:
| Nazwa                     | Od                       | Do                                       |
| pęczek łukowaty           | płat czołowy             | płat skroniowy                           |
| obręcz                    | zakręt obręczy           | kora śródwęchowa                         |
| pęczek podłużny górny     | płat czołowy             | płat potyliczny                          |
| pęczek podłużny dolny     | płat potyliczny          | płat skroniowy                           |
| pęczek potyliczny pionowy | płacik ciemieniowy dolny | zakręt potyliczno-skroniowy przyśrodkowy |
| pęczek czołowo-potyliczny | płat potyliczny          | płat czołowy                             |